# Kodowanie Shannona
Kodowanie Shannona – metoda kompresji bezstratnej, którą Claude E. Shannon przedstawił jako jeden z dowodów swojego podstawowego twierdzenia o kodowaniu.
Kodowanie Shannona nie tworzy optymalnych kodów, nieco lepsze wyniki daje modyfikacja znana jako kodowanie Shannona-Fano, zaś optymalny kod wyznacza kodowanie Huffmana.

## Kodowanie Shannona
Dane jest źródło {\displaystyle S=\{x_{1},x_{2},\dots \}} i stowarzyszone z nimi prawdopodobieństwa {\displaystyle p=\{p_{1},p_{2},\dots \}.}
1. Prawdopodobieństwa (a wraz z nimi symbole) są sortowane w porządku nierosnącym, tj. {\displaystyle p_{i}\geqslant p_{i+1}.}
2. Następnie dla tak uporządkowanych danych oblicza się niepełne prawdopodobieństwo kumulatywne: {\displaystyle P(x_{i})=p_{1}+p_{2}+\ldots +p_{i-1}} – jest to suma prawdopodobieństw elementów od 1 do i-1.
3. Kodowanie Shannona polega na wzięciu {\displaystyle \lceil -\log _{2}{p_{i}}\rceil } (długość Shannona) pierwszych bitów binarnego rozwinięcia liczby {\displaystyle P_{i}} (brane są bity po przecinku).

Średnia długość kodów mieści się w przedziale {\displaystyle [H(S),H(S)+1),} gdzie {\displaystyle H(S)} to entropia źródła (średnia liczba bitów na symbol).

### Przykład
Niech {\displaystyle S=\{a,b,c,d\},} {\displaystyle p=\{0{,}45;0{,}3;0{,}2;0{,}05\}} (entropia {\displaystyle H(S)=1{,}72}); prawdopodobieństwa są już podane nierosnąco.
Długości Shannona (długości kodów w bitach):
- {\displaystyle l_{a}=\lceil -\log _{2}{0{,}45}\rceil =2}
- {\displaystyle l_{b}=\lceil -\log _{2}{0{,}30}\rceil =2}
- {\displaystyle l_{c}=\lceil -\log _{2}{0{,}20}\rceil =3}
- {\displaystyle l_{d}=\lceil -\log _{2}{0{,}05}\rceil =5}

Prawdopodobieństwa kumulatywne:
- {\displaystyle P_{1(a)}=0}
- {\displaystyle P_{2(b)}=p_{1}=0{,}45}
- {\displaystyle P_{3(c)}=p_{1}+p_{2}=0{,}45+0{,}3=0{,}75}
- {\displaystyle P_{4(d)}=p_{1}+p_{2}+p_{3}=0{,}45+0{,}3+0{,}2=0{,}95}

I ich rozwinięcia binarne (wzięte 5 pierwszych bitów po przecinku, zaznaczono słowa kodowe):
- {\displaystyle P_{1(a)}=0{,}{\color {blue}00}000_{2}}
- {\displaystyle P_{2(b)}=0{,}{\color {blue}01}110_{2}}
- {\displaystyle P_{3(c)}=0{,}{\color {blue}110}00_{2}}
- {\displaystyle P_{4(d)}=0{,}{\color {blue}11110}_{2}}

Ostatecznie kody mają postać:
- {\displaystyle kod(a)=00_{2}}
- {\displaystyle kod(b)=01_{2}}
- {\displaystyle kod(c)=110_{2}}
- {\displaystyle kod(d)=11110_{2}}

Średnia długość kodu {\displaystyle L_{k}=2\cdot 0{,}45+2\cdot 0{,}3+3\cdot 0{,}2+5\cdot 0{,}05=2{,}35} {\displaystyle (k=1).} Po podstawieniu do nierówności podanej w twierdzeniu (średnia długość kodów): {\displaystyle 1{,}72\leqslant 2{,}35<1{,}72+1} stwierdzamy, że otrzymany kod rzeczywiście ją spełnia.
Jednak, jak wspomniano, efektywność kodowania Shannona nie jest duża – dla danych z powyższego przykładu wynosi {\displaystyle {\frac {H(S)}{L_{k}}}\cdot 100\%=73{,}2\%.}